# هروي (تبريز)
هروي هي قرية في مقاطعة تبريز، إيران. عدد سكان هذه القرية هو 2,399 في سنة 2006.